# Branko Zebec

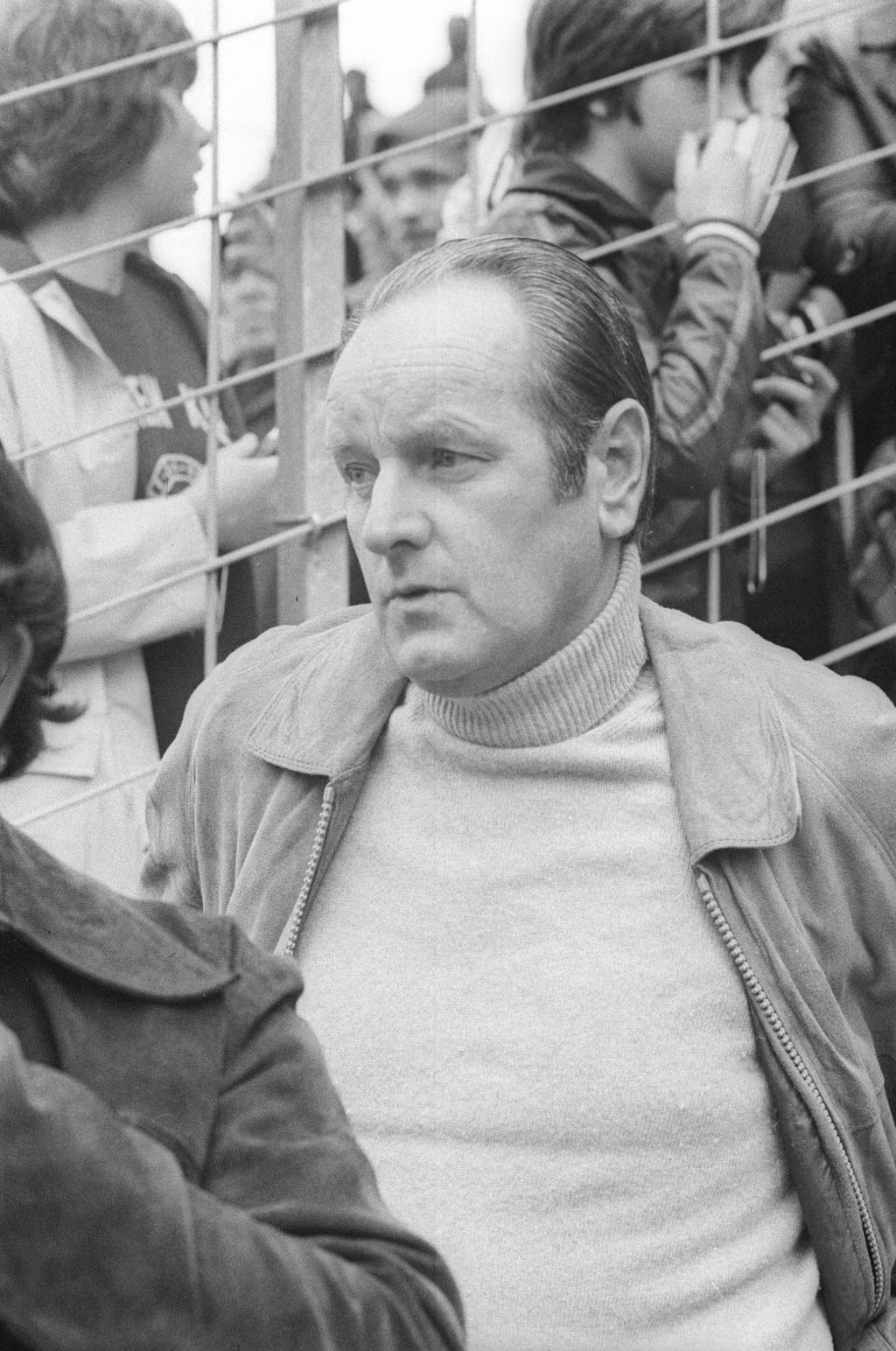
Branko Zebec (1979)

Branislav „Branko” Zebec (ur. 17 lutego 1929 w Zagrzebiu, zm. 26 września 1988 tamże) – chorwacki piłkarz występujący na pozycji pomocnika; reprezentant Jugosławii. Po zakończeniu kariery został cenionym w świecie trenerem piłkarskim.
Podczas piłkarskiej kariery Zebec studiował na Uniwersytecie w Belgradzie wychowanie fizyczne, matematykę oraz fizykę. Dzięki osiągnięciom w dziedzinie nauki wróżono mu karierę wybitnego naukowca, jednak Branko postawił na piłkę nożną.

## Kariera piłkarska
Zebec piłkarskie kroki stawiał w klubach z rodzinnego miasta, Zagrzebia, a były to: Građanski Zagrzeb, Postar Zagrzeb, Lokomotiva Zagrzeb, Milicioner Zagrzeb i Metalac Zagrzeb. Gdy skończył wiek juniora, w 1951 został zwerbowany do Partizana Belgrad, jednego z najbardziej utytułowanych klubów w Jugosławii. Dobre przyspieszenie na boisku, a także kondycja pozwoliły Zebecowi dość szybko wywalczyć miejsce na lewym skrzydle w pierwszym składzie Partizana, a wkrótce także i reprezentacji Jugosławii, w której to zadebiutował 23 czerwca 1951 w wygranym 7:3 meczu z reprezentacją Szwajcarii. Zebec w debiucie zdobył wówczas dwie bramki. W 1952 roku Zebec z Partizanem zdobył swój pierwszy tytuł w karierze, którym był Puchar Jugosławii. W tym samym roku Zebec znalazł się w kadrze Jugosłowian na igrzyska olimpijskie w Helsinkach. I właśnie w Helsinkach międzynarodowa kariera Branko rozwinęła się na dobre. Jugosławia zdobyła wówczas srebrny medal, przegrywając w finale z reprezentacją Węgier. Warto dodać, że właśnie wtedy narodziły się czasy słynnej węgierskiej „Złotej Jedenastki”. Natomiast Zebec z 7 bramkami na koncie został królem strzelców turnieju.
Na arenie klubowej Zebec odnosił z Partizanem kolejne sukcesy. W 1954 roku zdobył z tym klubem wicemistrzostwo Jugosławii oraz po raz drugi w karierze sięgnął po Puchar Jugosławii. Po sezonie został przez ówczesnego selekcjonera Aleksandara Tirnanicia powołany do jugosłowiańskiej kadry na mistrzostwa świata w Szwajcarii i w drugim meczu na tych mistrzostwach przeciwko reprezentacji Brazylii zdobył bramkę na 1:0 dla Jugosławii. Ostatecznie mecz zakończył się remisem 1:1, a w 69 minucie wyrównał Didi. Dzięki zwycięstwu 1:0 w pierwszym meczu z Francją Jugosłowianie wyszli z grupy na 2. miejscu. Jednak w ćwierćfinale trafili na późniejszych mistrzów świata Niemców i przegrywając ten mecz 0:2 odpadli z turnieju.
W Partizanie Zebec coraz bardziej rozwijał się piłkarsko i z czasem stawał się najważniejszym ogniwem tego klubu. Dzięki swojej inteligencji dobrze wpasowywał się w role pomocnika. W 1955 Zebec zadebiutował w Pucharze Europy. Partizan nie był mistrzem kraju, ale został nominowany do występu w pierwszej edycji tego pucharu. W pierwszej rundzie belgradzki zespół wysoko pokonał portugalski Sporting CP 5:2 i 8:5. W drugiej rundzie (ćwierćfinale) Jugosłowianie z Zebecem w składzie trafili na najlepszą drużynę tamtej dekady, Real Madryt. W meczu w Madrycie Alfredo Di Stéfano i spółka pokonali Partizana 4:0. W rewanżu w Belgradzie zwyciężyli gospodarze, ale wynik 3:0 był zbyt niski, by móc awansować do półfinału. W ogóle w latach 50. na scenie międzynarodowej Partizan był w cieniu innych dwóch wielkich klubów jugosłowiańskich Hajduka Split i Crvenej zvezdy Belgrad. W 1956 roku Zebec zdobył z Partizanem po raz drugi wicemistrzostwo Jugosławii, a drugie dołożył w 1958. W 1957 zdobył kolejny (już trzeci) w karierze krajowy puchar.
W 1958 roku odbywały się mistrzostwa świata w Szwecji, na których Jugosłowianie ponownie występowali pod wodzą Tirnanicia, a kapitanem zespołu mianowano Zebeca. W fazie grupowej Jugosłowianie zremisowali 1:1 ze Szkocją, 3:3 z Paragwajem i wygrali 3:2 z Francją, której nie pomógł nawet słynny Just Fontaine. Wyszli z grupy, ale podobnie jak 4 lata wcześniej, w ćwierćfinale trafili na Niemców i znów przegrali, tym razem 0:1.
W 1959 roku Zebec odszedł do lokalnego rywala Partizana, Crvenej zvezdy. Był to wówczas wielce kontrowersyjny transfer, gdyż kibice obu klubów nigdy nie darzyli się sympatią. Z Crveną zvezdą wywalczył kolejne w karierze wicemistrzostwo kraju, a rok później, w 1960, w końcu mógł świętować upragnione mistrzostwo Jugosławii.
W tym samym roku (1960), odbyły się pierwsze w historii mistrzostwa Europy. Po wyeliminowaniu takich krajów jak Bułgaria i Portugalia, Jugosławia w półfinale trafiła na gospodarzy turnieju finałowego, reprezentację Francji. Na 15 minut przed końcem meczu Francuzi prowadzili 4:2, ale zespół dowodzony przez kapitana Branko Zebeca, dokonał wielkiego zrywu w końcówce meczu i zdołał wygrać ten mecz 5:4. W finale jednak Zebec nie wystąpił, a Jugosłowianie ulegli ZSRR 1:2 po dogrywce i musieli zadowolić się wicemistrzostwem Europy.
W 1963 Zebec osiągnął już wystarczający wiek, by móc opuścić ojczyznę i wyjechać do zagranicznego klubu. Jednak żaden z wielkich klubów nie był zainteresowany 34-letnim wówczas piłkarzem i Zebec trafił do podrzędnego niemieckiego klubu Alemannia Aachen. Grał tam przez 2 lata i w 1965 roku zakończył bogatą piłkarską karierę, ale pobyt w Niemczech był preludium do wielkiej trenerskiej kariery w tym kraju.
W reprezentacji Jugosławii Zebec od 1951 roku do 1961 rozegrał 65 meczów i zdobył 17 bramek. Ostatni mecz rozegrał 4 czerwca 1961 w Belgradzie w wygranym 2:1 meczu z reprezentacją Polski w ramach kwalifikacji do mistrzostw świata w 1962.

## Kariera trenerska

### Dinamo Zagrzeb
Pierwszą trenerską pracę Zebec podjął tuż po zakończeniu kariery piłkarskiej w 1965 roku, kiedy to objął Dinamo Zagrzeb będąc współtrenerem tego zespołu z Ivicą Horvatem. Klub ten zdołał zakwalifikować się do Pucharu Miast Targowych, prekursora późniejszego Pucharu UEFA. Początkowo jednak Dinamu nie szło za dobrze. W pierwszej rundzie zespół z Zagrzebia trafił na czechosłowacki Spartak Brno i w dwumeczu wynik brzmiał 2:2, ale po szczęśliwym rzucie monetą dalej przeszli piłkarze z Jugosławii. Po wyeliminowaniu w kolejnych rundach, Dunfermline FC oraz Dinama Pitești, „Niebiescy” trafili w ćwierćfinale na Juventus F.C. Z tym włoskim klubem Dinamo najpierw zremisowało 2:2, by w rewanżu wygrać aż 3:0 i awansować do dalszej rundy. W półfinale na zagrzebian czekał niemiecki Eintracht Frankfurt. W pierwszym meczu we Frankfurcie nad Menem Eintracht rozgromił Jugosłowian aż 3:0, jednak w rewanżu na stadionie Maksimir w Zagrzebiu górą było Dinamo, które zdołało wygrać więcej, bo 4:0 i to ono mogło cieszyć się z awansu do finału. W finale klub Zebeca trafił na Leeds United z gwiazdą Billym Bremnerem w składzie. Mecz w Zagrzebiu został wygrany 2:0, a w rewanżu padł bezbramkowy remis i tym samym Dinamo zostało pierwszą drużyną z Bałkanów, która zdobyła europejski puchar.

### Bayern Monachium i VfB Stuttgart
Dzięki osiągnięciu sukcesu z Dinamem, osoba Zebeca zdobyła uznanie także zagranicą. Zebec otrzymał więc szansę pokazania się poza granicami Jugosławii i został zatrudniony na stanowisku trenera w Bayernie Monachium idąc śladami wielkiego poprzednika w tym klubie, rodaka i kolegi z boiska Zlatko Čajkovskiego. Drużyna zbudowana wokół młodych gwiazd w osobach Franza Beckenbauera oraz Gerda Müllera przed erą Zebeca zdobyła 2 krajowe puchary oraz Puchar Zdobywców Pucharu. Zebec zmienił taktykę zespołu na bardziej ofensywną, a także przebudował defensywę Bawarczyków. Już w swoim pierwszym sezonie w Monachium było widać efekty pracy Zebeca, który doprowadził Bayern do pierwszego od 37 lat mistrzostwa Niemiec. Do tego sukcesu dołożył Puchar Niemiec i Bayern stał się pierwszym klubem w historii, który osiągnął dublet w Niemczech. Następny sezon jednak rozpoczął się źle dla Bayernu. W pierwszej rundzie Pucharu Mistrzów nie sprostali oni francuskiemu AS Saint-Étienne i już w trakcie sezonu Branko zapowiedział, iż nie przedłuży kontraktu z Bayernem na kolejny sezon. Do tego w drugiej połowie sezonu Bayern w 3 meczach zdobył tylko 1 punkt, co spowodowało 5-punktową stratę do lidera, dlatego też jeszcze przed końcem sezonu rozwiązano kontrakt z Zebecem, a jego miejsce zajął Udo Lattek. Beckenbauer w swojej książce napisał o „zakłócenia atmosfery” pomiędzy trenerem a zawodnikami.
W sezonie 1970/1971 Zebec został trenerem VfB Stuttgart, w której spędził 2 lata. Była to drużyna z aspiracjami na zajęcie czołowych miejsc w lidze. Pod swoimi trenerskimi skrzydłami Zebec miał tam takie gwiazdy jak reprezentant RFN, Horst Köppel oraz reprezentant Austrii Hans Ettmayer. Pomimo tego, klub zajął 12. miejsce w sezonie 70/71, a w kolejnym (71/72) – 8. Kierownictwo klubu było rozczarowane takimi wynikami i pod koniec sezonu w 1972 roku rozwiązano z nim kontrakt. Zebec na krótko powrócił do Jugosławii, gdzie wespół z Tomislavem Iviciem trenował bez sukcesów Hajduka Split.

### Eintracht Brunszwik
Eintracht Brunszwik, mistrz RFN z 1967 roku, w 1973 roku spadł do drugiej ligi. Był to rok, w którym drużyna ta jako pierwsza zaprezentowała reklamy na koszulkach. Pobyt w drugiej lidze trwał jeden sezon i Eintracht po roku powrócił w szeregi pierwszoligowców. Sponsorem klubu został wówczas wytwórca likieru i zdecydowano wówczas na stanowisku trenera zatrudnić Branko Zebeca. Zebec sprowadził do klubu swoich dwóch rodaków: prawoskrzydłowego Danilo Popivodę oraz pomocnika Aleksandara Risticia. Wsparci reprezentacyjnym bramkarzem Berndem Franke oraz kilkoma innymi dobrej klasy zawodnikami, piłkarze Eintrachtu zaczęli osiągać całkiem dobre wyniki i przebojem wdarli się do czołówki Bundesligi. Przez 3 lata pracy Zebeca w Brunszwiku, klub ten zajmował odpowiednio 9. miejsce (1974/1975), 5. miejsce (1975/1976) oraz 3. miejsce (1976/1977). W tym ostatnim sezonie klub przegrał walkę o mistrzostwo RFN z Borussią Mönchengladbach o zaledwie punkt, a wicemistrzostwo z FC Schalke 04 poprzez gorszy bilans bramkowy. W czwartym roku pracy, Zebec ściągnął do drużyny z Realu Madryt, Mistrza Świata z 1974, Paula Breitnera. Pomimo tego wzmocnienia Eintracht rozczarował zajmując dopiero 13. miejsce w lidze. Jednak wyniki osiągnięte przez Zebeca spowodowały, że w dalszym ciągu interesowano się jego kunsztem trenerskim i ten szkoleniowiec znalazł zatrudnienie gdzie indziej.

### Hamburger SV
Zdobywcy Pucharu Zdobywców Pucharów z 1977, zespół Hamburger SV, miał ambicje by zdobyć pierwsze od 1960 roku mistrzostwo RFN. Zwłaszcza iż poprzedni sezon w wykonaniu HSV był wyjątkowo nieudany – klub ten zajął dopiero 11. miejsce w lidze. Dlatego też by osiągnąć ten sukces, zdecydowano się na stanowisku pierwszego trenera zatrudnić Zebeca. W pierwszym sezonie pracy Zebec utworzył silną drużynę z takimi piłkarzami jak prawoskrzydłowy Manfred Kaltz czy bramkostrzelny napastnik Horst Hrubesch. Jednak chyba najważniejszym posunięciem Zebeca była udana próba namówienia Kevina Keegana do pozostania na kolejny sezon w Hamburgu. Tak stworzona drużyna w 1979 roku mogła świętować upragniony tytuł mistrza RFN.
Rok później HSV dotarło aż do finału Pucharu Mistrzów. Tam jednak hamburczycy nie sprostali angielskiemu Nottingham Forest F.C. przegrywając 0:1. Winnym tej porażki uznano Zebeca za jego metody treningowe. Zebec, pomijając fakt, iż trzymał w zespole ostrą dyscyplinę, miał przekonanie, że gdy drużyna osiąga sukcesy, wtedy piłkarze mogą trenować coraz to więcej. Piłkarze narzekali na ciężkie treningi, a krytycy ocenili, iż był to główny powód tego, że Hamburger SV pod koniec sezonu zgubił formę i nie tylko przegrał finał Pucharu Mistrzów, ale i mistrzostwo kraju z Bayernem.
Na początku następnego sezonu pojawił się kolejny problem. Zebec popadł w chorobę alkoholową i kilkukrotnie został przyłapany na piciu nawet na ławce trenerskiej. Inną rzeczą było to, że coraz mniej przejmował się wynikami drużyny. W przerwie jednego z meczów powiedział pewnemu piłkarzowi HSV: „Przegrywamy 0:2. Nieważne. Musimy wygrać następny mecz!”. Do grudnia problemy narastały, zwłaszcza iż zauważono go, gdy pijany zasnął na ławce trenerskiej. Wtedy zdecydowano się zerwać kontrakt, a na jego miejsce zatrudniono Aleksandra Risticia, a niedługo potem Ernsta Happela, który w krótkim czasie odbudował potęgę Hamburger SV.

### Końcowe lata kariery trenerskiej
W sezonie 1981/1982 Zebec został trenerem Borussii Dortmund zastępując na tym stanowisku Udo Lattka. Zespół z Dortmundu doprowadził do 6. miejsca w lidze, co było najlepszym wynikiem tego klubu od 12 lat. Wprowadził tym samym Borussię do Pucharu UEFA. Jednak znów w życiu Zebeca pojawiły się personalne problemy i pod koniec sezonu zdecydowano się nie przedłużać z nim kontraktu.
Na początku sezonu 1982/1983 Zebec był bez pracy. Jednak w trakcie sezonu z Eintrachtu Frankfurt zwolniono Austriaka Helmuta Senekowitscha i w klubie, który zatrudniał największą liczbę szkoleniowców w historii Bundesligi zdecydowano się dać szansę Zebecowi. Branko z Eintrachtem zajął 10. miejsce w lidze, ale sam stał się ofiarą zwolnienia z funkcji szkoleniowca Eintrachtu.
Po powrocie z RFN Zebec trenował przez krótki okres Dinamo Zagrzeb, ale nie odniósł z nim znaczących sukcesów i zdecydował się zakończyć trenerską karierę.
26 września 1988 roku Branko Zebec zmarł z powodu choroby alkoholowej, ale pozostał wielką legendą zarówno piłkarską, jak i trenerską w jugosłowiańskiej i europejskiej piłce.

## Sukcesy

### Jako piłkarz
- Mistrzostwo Jugosławii z Crveną Zvezdą Belgrad: 1960
- Puchar Jugosławii z Partizanem Belgrad: 1952, 1954, 1957
- Wicemistrzostwo Jugosławii z Partizanem Belgrad: 1954, 1956, 1958
- Uczestnik MŚ: 1954, 1958
- Wicemistrz Europy: 1960
- Srebrny medalista olimpijski: 1952
- Król strzelców Igrzysk Olimpijskich: 1952.

### Jako trener
- Zdobywca Pucharu Miast Targowych z Dinamem Zagrzeb: 1967
- Finalista Pucharu Mistrzów: z Hamburger SV: 1980
- Mistrzostwo RFN z Bayernem Monachium: 1969
- Mistrzostwo RFN z Hamburger SV: 1979
- Puchar RFN z Bayernem Monachium: 1969